# Euneomys
Euneomys là một chi động vật có vú trong họ Cricetidae, bộ Gặm nhấm. Chi này được Coues miêu tả năm 1874. Loài điển hình của chi này là Reithrodon chinchilloides Waterhouse, 1839.

## Các loài
Chi này gồm các loài: